# Three World Trade Center
Das Three World Trade Center, auch unter dem Namen seiner Adresse 175 Greenwich Street bekannt, ist ein Wolkenkratzer in New York City, der im Rahmen des neuen World Trade Center Komplexes entstand. Die Bauarbeiten wurden im Juli 2010 begonnen und im Juni 2018 beendet. Geplant wurde das Gebäude vom britischen Architekten Richard Rogers.

## Architektur
Das Three World Trade Center (deutsch: Welthandelszentrum Gebäude Nr. 3) ist Teil des neuen World Trade Center. In New York war das Hochhaus mit seiner Fertigstellung mit einer Höhe von 328,9 m das sechsthöchste Gebäude, nach dem One World Trade Center (541 m), 432 Park Avenue (426 m), 30 Hudson Yards (395 m), dem Empire State Building (381 m) und dem Bank of America Tower (366 m). 2023 nahm es mittlerweile Platz zehn ein. Ursprünglich war eine Höhe von 378 m in Planung, was jedoch nach einer Überarbeitung des Baukonzepts auf nur 329 m reduziert wurde. Innerhalb des neuen World Trade Centers wird der Turm das drittgrößte Bauwerk darstellen. Über dem Dach sollte zunächst an jeder Ecke eine Spitze folgen, wodurch die offizielle Gebäudehöhe erreicht wird. Ende Juni 2015 wurde jedoch bekannt, dass die Spitzen nicht mehr zum Design gehören werden, währenddessen die neue Dachhöhe nun 329 m beträgt.
Die Fassade des 69 Stockwerke umfassenden Turms besteht ausschließlich aus Glas. An der Vorder- und Rückseite oberhalb der achten Etage sollten ursprünglich große, sich kreuzende Stahlverstrebungen eingebaut werden, die von außen sichtbar sind. Dieses architektonische Konzept wurde jedoch wieder verworfen, sodass im Sommer 2011 eine normale Glasfassade vorgestellt wurde. Die meisten Stockwerke des Turms stehen für Büros zur Verfügung, während in den ersten acht Geschosse, dem Podium, Geschäfte und technische Einrichtung vorgesehen sind. Im Inneren wird das Gebäude einen massiven Stahlbetonkern aufweisen, in dem Aufzüge, Treppenhäuser sowie Versorgungsleitungen untergebracht sind. Durch diese Baueigenschaft soll die Sicherheit im Turm erheblich erhöht werden. Nach diesem Prinzip werden alle Wolkenkratzer im neuen World Trade Center Komplex errichtet (ebenso die Mehrzahl aller Hochhäuser weltweit).

## Realisierung

### Streit um die Baufinanzierung
Der gesamte Ground Zero ist im Besitz der New Yorker Hafenbehörde, wurde jedoch von Silverstein Properties gepachtet. Die Gebäude 2, 3 und 4 World Trade Center werden auch Eigentum von Silverstein Properties sein, während die Hafenbehörde mit dem Bau des höchsten Gebäudes, des One World Trade Center betraut ist. Aufgrund der allgegenwärtigen Wirtschaftslage, es herrscht geringer Bedarf an großen Büroflächen, bat Silverstein Properties die Hafenbehörde, bei der Finanzierung der Türme 2, 3 und 4 zu helfen, bzw. für eine Summe von 3,2 Milliarden US-Dollar zu bürgen. Die Port Authority (Hafenbehörde) lehnte dies jedoch ab. Sie gab bekannt, Silverstein lediglich mit 800 Millionen Dollar zu helfen, um einen Turm zu bauen, und zwar das kleinere Four World Trade Center, dessen Bau schon im Jahre 2008 begann. Am 11. Mai 2009 schlug die Hafenbehörde vor, die Gebäude Two World Trade Center und Three World Trade Center in lediglich fünfgeschossige Bauwerke umzuwandeln, also nur das Podium der Türme zu errichten. Ein kompletter Verzicht auf beide Bauwerke ist nicht möglich, da aufgrund des Gesamtplans eine komplexe unterirdische Infrastruktur auf dem World Trade Center-Gelände besteht. Dieser Umstand lässt es nicht zu auf eines der Bauvorhaben zu verzichten. Larry Silverstein, Vorsitzender von Silverstein Properties, lehnte es jedoch ab, die beiden Türme so zu verkleinern. Als Folge entbrannte ein Streit um die Zukunft der beiden Gebäude. Die Hafenbehörde sieht es als ein zu großes Risiko an, in die Errichtung von Bauwerken zu investieren, die bisher keinen Mieter vorweisen können. Larry Silverstein argumentierte aber, dass er das 7 World Trade Center auch gebaut habe, ohne dass er bei Baubeginn einen Mieter hatte. Nun ist das 2006 eröffnete Gebäude fast vollständig vermietet. Außerdem sei es nicht zu erwarten, dass der geringe Bürobedarf über viele weitere Jahre anhalten würde.
Am 11. Juni 2009 fand ein Treffen zwischen der Hafenbehörde, Silverstein Properties und dem auch inzwischen in die Sache mit einbezogenen New Yorker Bürgermeister Michael Bloomberg statt, um über die Zukunft der Türme 2 und 3 zu beraten. Eine Lösung wurde jedoch nicht gefunden, da beide Parteien ihren Standpunkt nicht verlassen wollten. Michael Bloomberg gab jedoch bekannt, er werde alles an eine vernünftige Lösung setzen und dafür sorgen, dass die Gespräche weiterhin aufrechterhalten werden. In mehreren New Yorker Zeitungen sagte Bloomberg, dass eine längere Verzögerung des World Trade Center Wiederaufbaus inakzeptabel sei.
Im Januar 2010 wurde von einem inzwischen begonnenen Schiedsgerichtsverfahren eine weitere Frist von 45 Tagen vereinbart, in der es zwischen Silverstein Properties und der Hafenbehörde weitere Gespräche geben sollte. Am 10. März 2010, kurz vor Ablauf der Frist, die das Schiedsgericht gesetzt hatte, kam es zu einer Demonstration von Bauarbeitern, die gegen weitere Verzögerungen protestierten. Dabei legten sie die Arbeiten am One World Trade Center, dem World Trade Center Memorial und dem vierten Turm (der von 2008 bis 2013 errichtet wurde) nieder, um an die Hafenbehörde und Silverstein zu appellieren, sich endlich auf ein Finanzierungskonzept zu einigen. Dabei skandierten die Arbeiter Sprüche wie „Build the WTC now!“ (dt. ‚Baut das WTC endlich!‘). Beide Seiten gaben nach wie vor bekannt, gesprächsbereit zu sein.

### Beilegung des Streits und Mietverträge
Am 26. März 2010 wurde bekannt, dass eine Einigung zwischen der Hafenbörde, der Stadt und Silverstein Properties gefunden sei. Demnach soll der Bau von Turm 3 (Three World Trade Center oder 175 Greenwich Street) unverzüglich beginnen. Dabei werden von Hafenbehörde, der Stadt, als auch dem Bundesstaat ausreichend Finanzmittel zur Verfügung gestellt, die erlauben, sowohl das Fundament als auch das Podium des Turms (etwa acht oberirdische Stockwerke umfassend) zu errichten. Dies wird etwa knapp zwei Jahre in Anspruch nehmen. In dieser Zeit ist Silverstein Properties aufgefordert, mindestens 16 % der Nutzfläche des Turms zu vermieten. Wird dieses Ziel nicht erreicht, sollen die Arbeiten am Three World Trade Center nach Errichtung des Podiums gestoppt werden. Sollten hingegen bis dahin mindestens 16 % unter Vermietung stehen, ist geplant, die Bauarbeiten am Gebäude vollständig abzuschließen. Auf einen Zeitplan für den zweiten, teureren Turm (das höhere Two World Trade Center) hat man sich vorerst nicht festgelegt. Dessen Bau soll erst nach vollständiger Erholung der New Yorker Immobilienwirtschaft beginnen. Der tatsächliche Baubeginn erfolgte nach offiziellen Angaben Anfang Juli 2010.
Im Januar 2013 wurde offiziell von Seiten des Eigentümers Silverstein Properties bekannt gegeben, dass der Abschluss eines Pachtvertrages mit Interessenten in greifbarer Nähe liege und im Gegensatz zum Two World Trade Center eine Unterbrechung der Bauarbeiten nicht zu erwarten ist.
Silverstein Properties gab im Juli 2013 schlussendlich bekannt, dass für das Three World Trade Center ein Mietvertrag mit dem Mediendienstleistungsunternehmen GroupM geschlossen wurde. Das Unternehmen plant 47.000 m² Bürofläche in dem Gebäude anzumieten, wodurch mit einem raschen Weiterbau zur Fertigstellung des Wolkenkratzers gerechnet wird. US-amerikanische Medien sprachen von einem Meilenstein.
Im September 2014 nannte Silverstein Properties eine Fertigstellung von Three World Trade Center Anfang des Jahres 2018 wahrscheinlich. Das Gebäude wurde schließlich am 11. Juni 2018 eröffnet.

## Baustelle
Die Bauplatzvorbereitung fand bereits 2008 statt. Die ersten Fundamentgründungsarbeiten begannen erst im Juli 2010. Anfang des Jahres 2011 wurden im Fundament große Mengen an Beton verbaut, insbesondere für den massiven Gebäudekern im Inneren des Turmes. Im April 2011 wurde ein erster Baukran installiert, der zweite Kran folgte im Juni 2011. Im Dezember 2011 erreichte der Gebäudekern aus Stahlbeton die Straßenhöhe, während die Geschossflächen sich noch eine Ebene weiter unten befanden. Im Frühjahr 2012 begann der Kern über Straßenniveau hinauszuwachsen, im Juni 2012 hatte er eine Höhe von fünf Geschossen erreicht, während die unterirdischen Etagen einschließlich des Erdgeschosses im Rohbau vollständig errichtet waren. Erste größere Stahlpfeiler für die Außenhülle um die Lobby und vertikale Stahlträger für das erste oberirdische Stockwerk wurden zu dieser Zeit ebenfalls installiert. Ende Juli 2014 wurden die zeitweilig ruhenden Bauarbeiten wieder aufgenommen.
Am 6. Oktober 2016 erreichte das Gebäude seine finale Endhöhe.

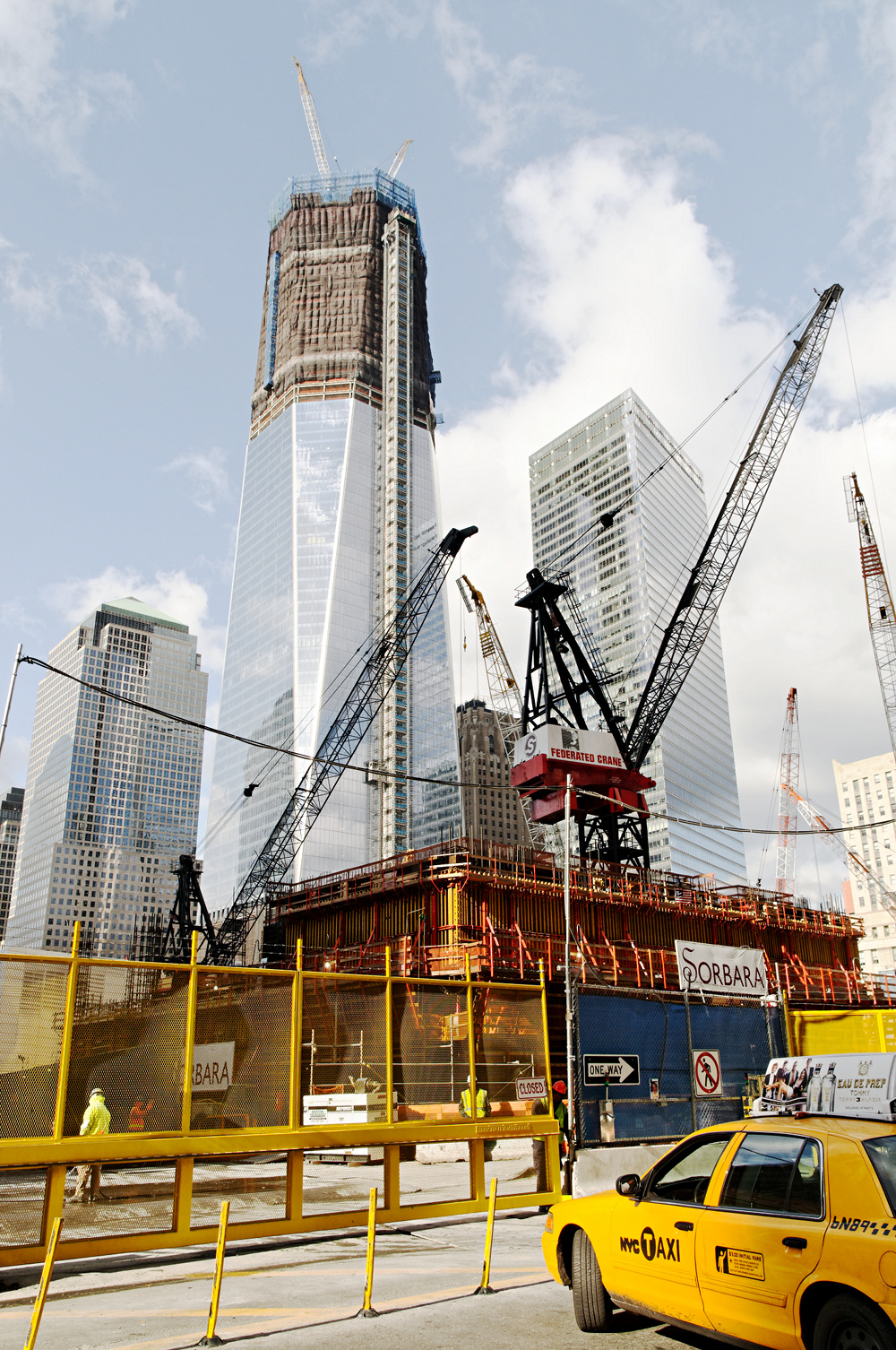
Baustelle des Three World Trade Centers im November 2011
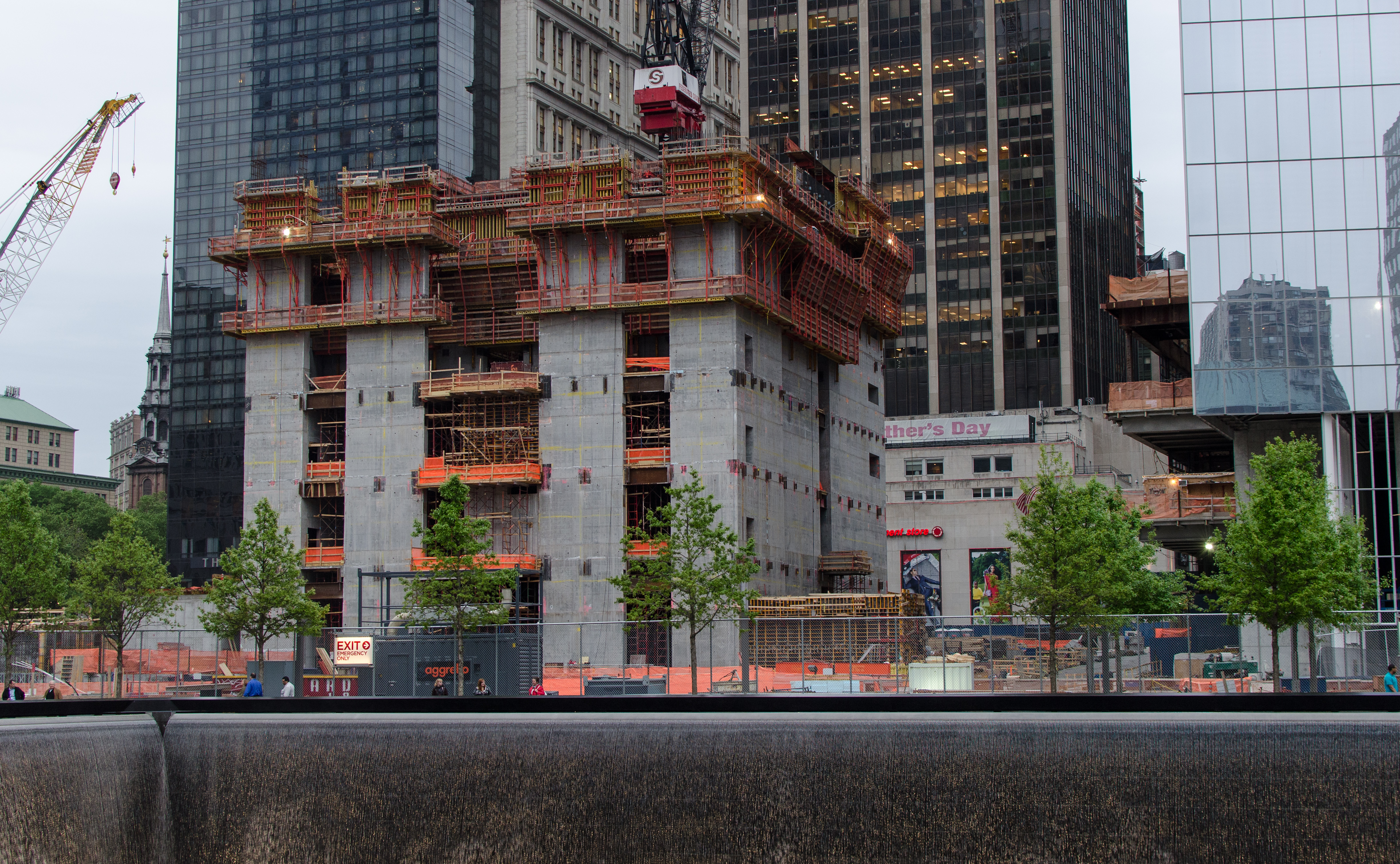
Baustelle des Three World Trade Centers im Mai 2012, mittig deutlich erkennbar der Betonkern, davor ist ein Teil der 9/11-Gedenkstätte zu sehen
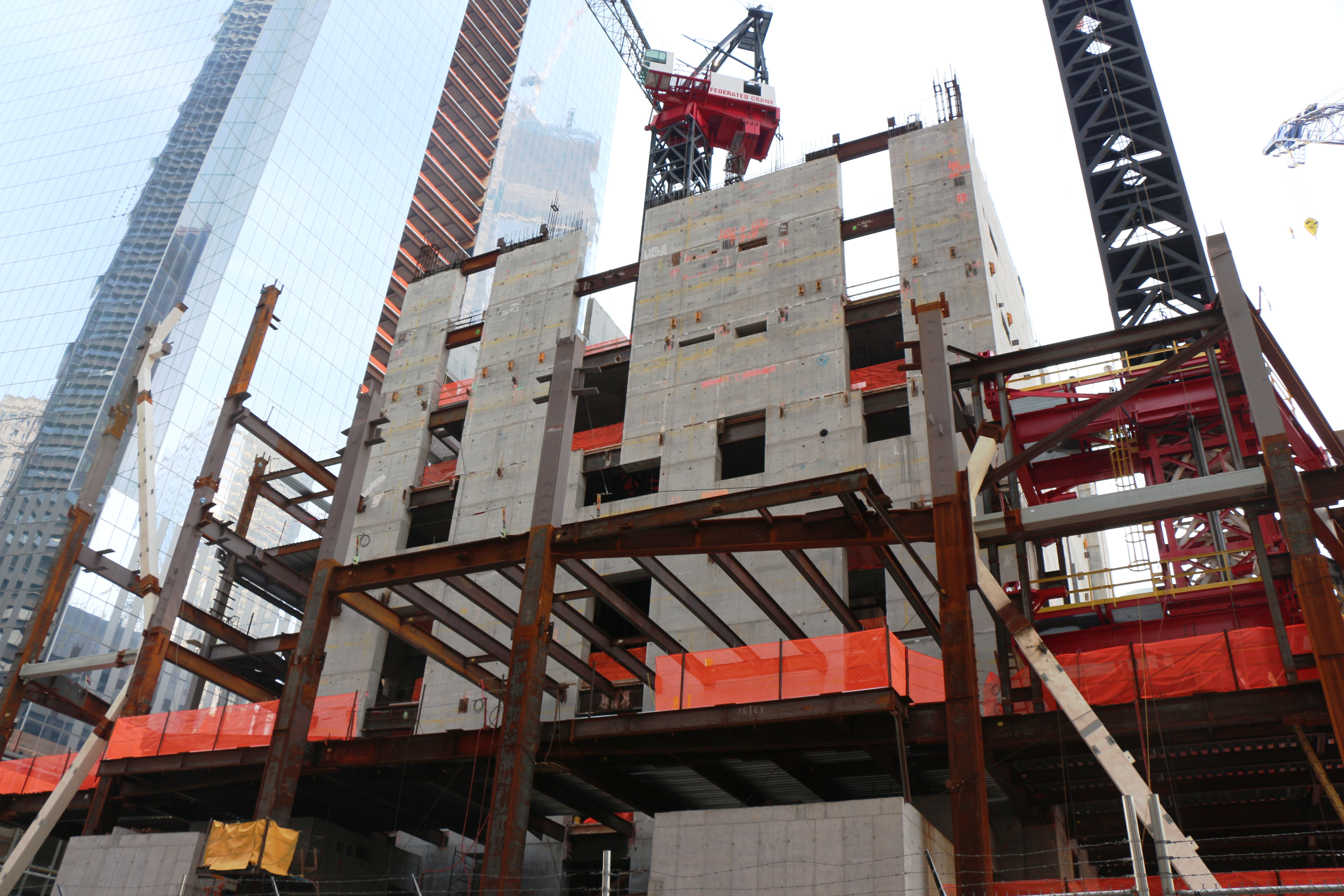
Die Baustelle im Dezember 2012
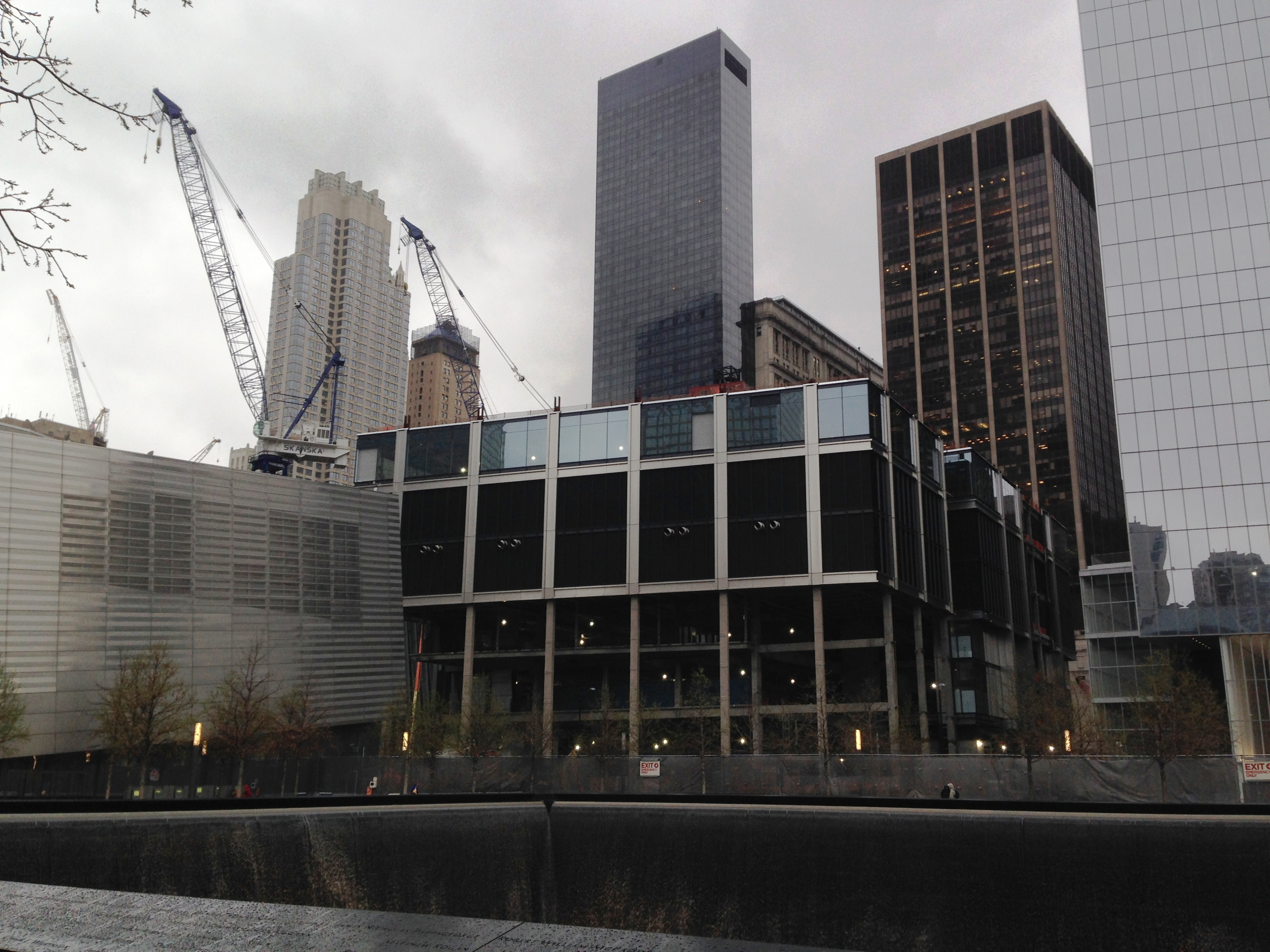
Das Bauwerk im April 2014
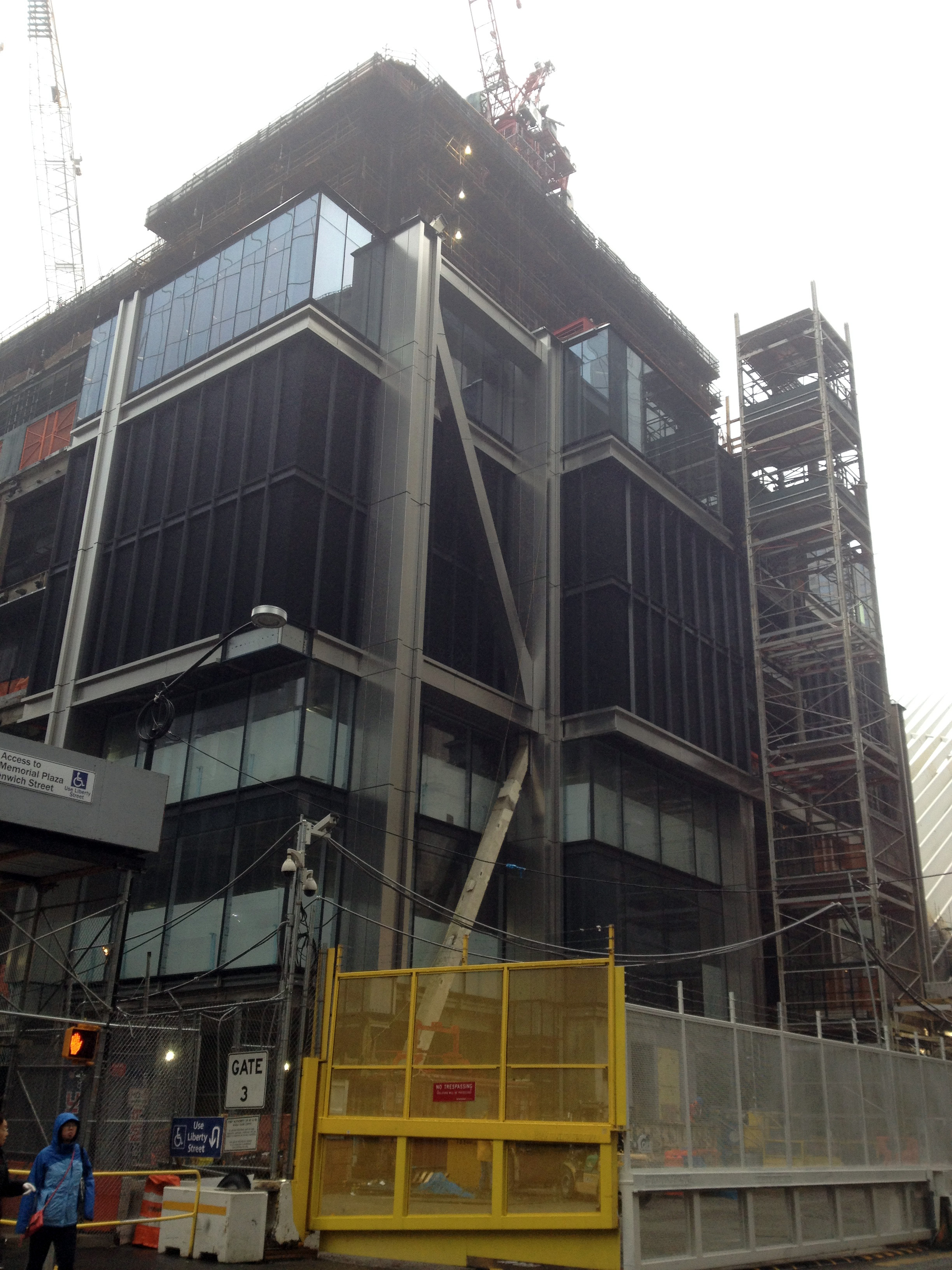
Der Bau im Dezember 2014
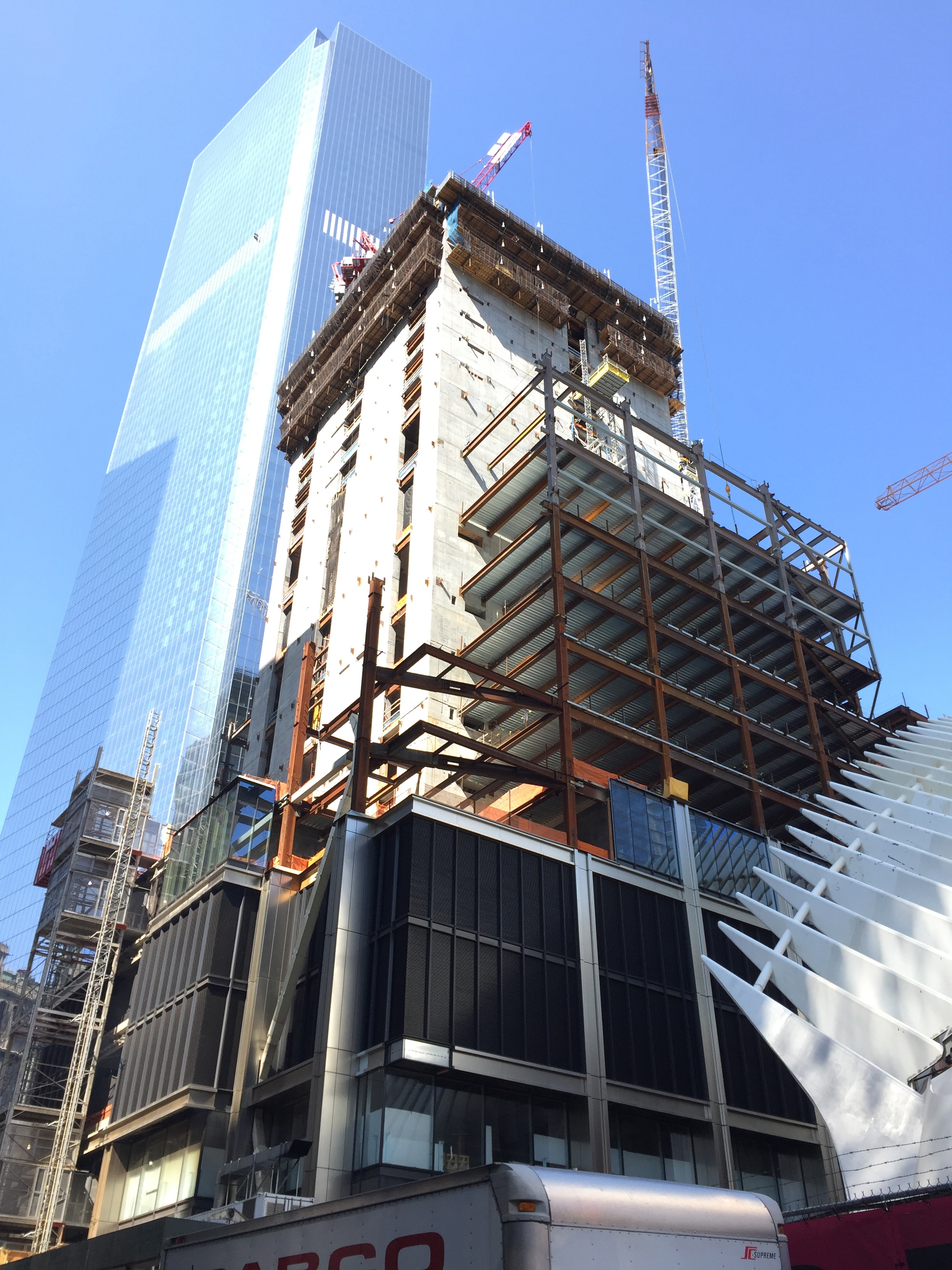
Der Turm Anfang Juni 2015, im Hintergrund Four World Trade Center
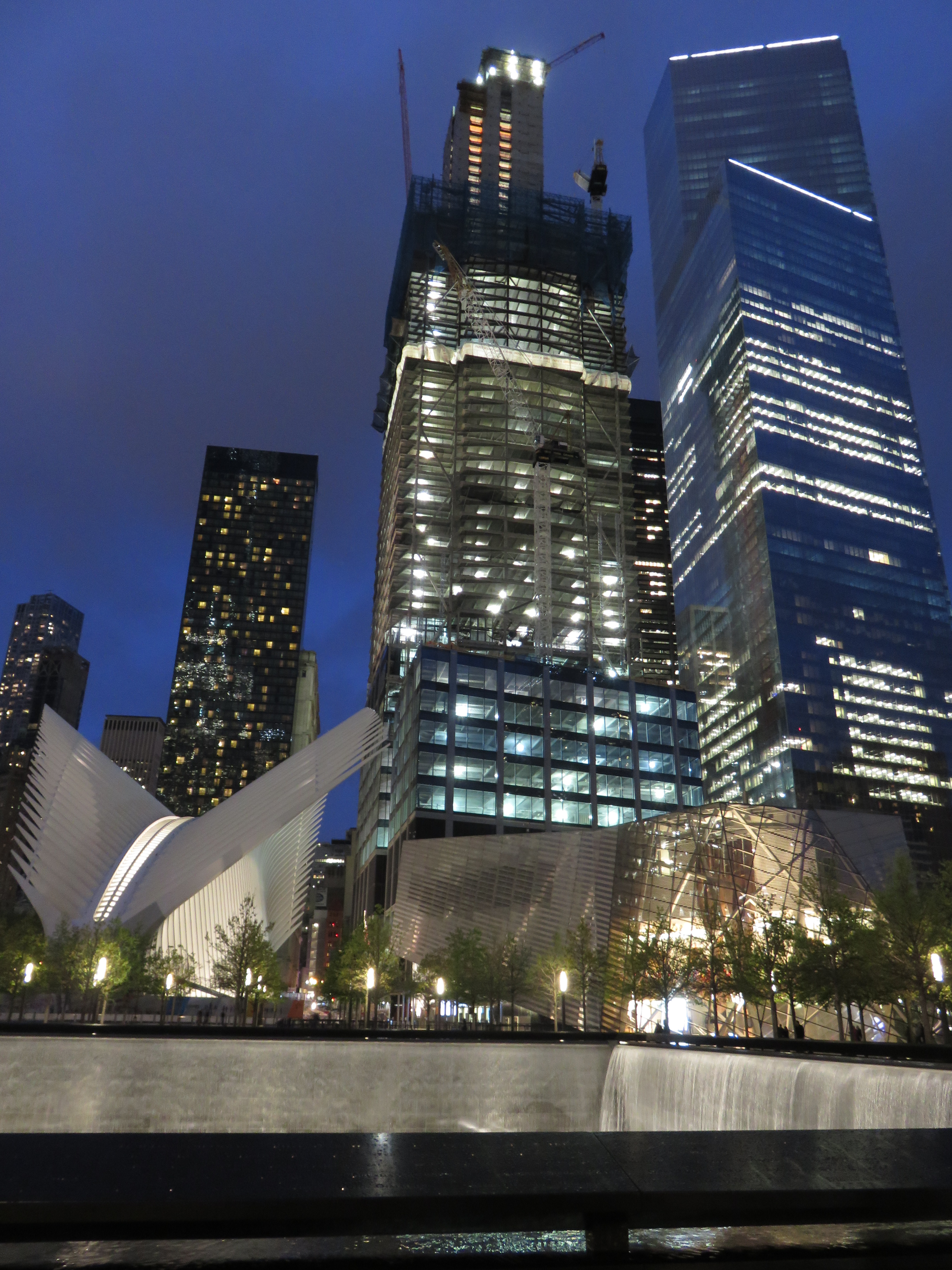
3 WTC am Abend, Mitte 2016
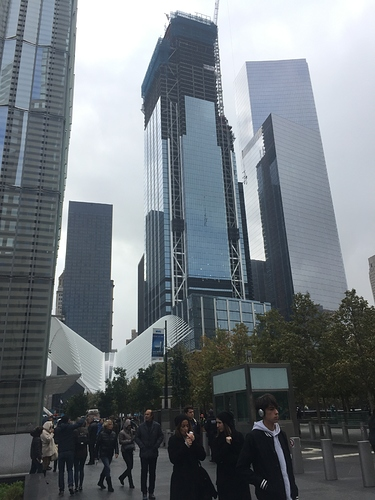
Der Turm Ende Oktober 2016
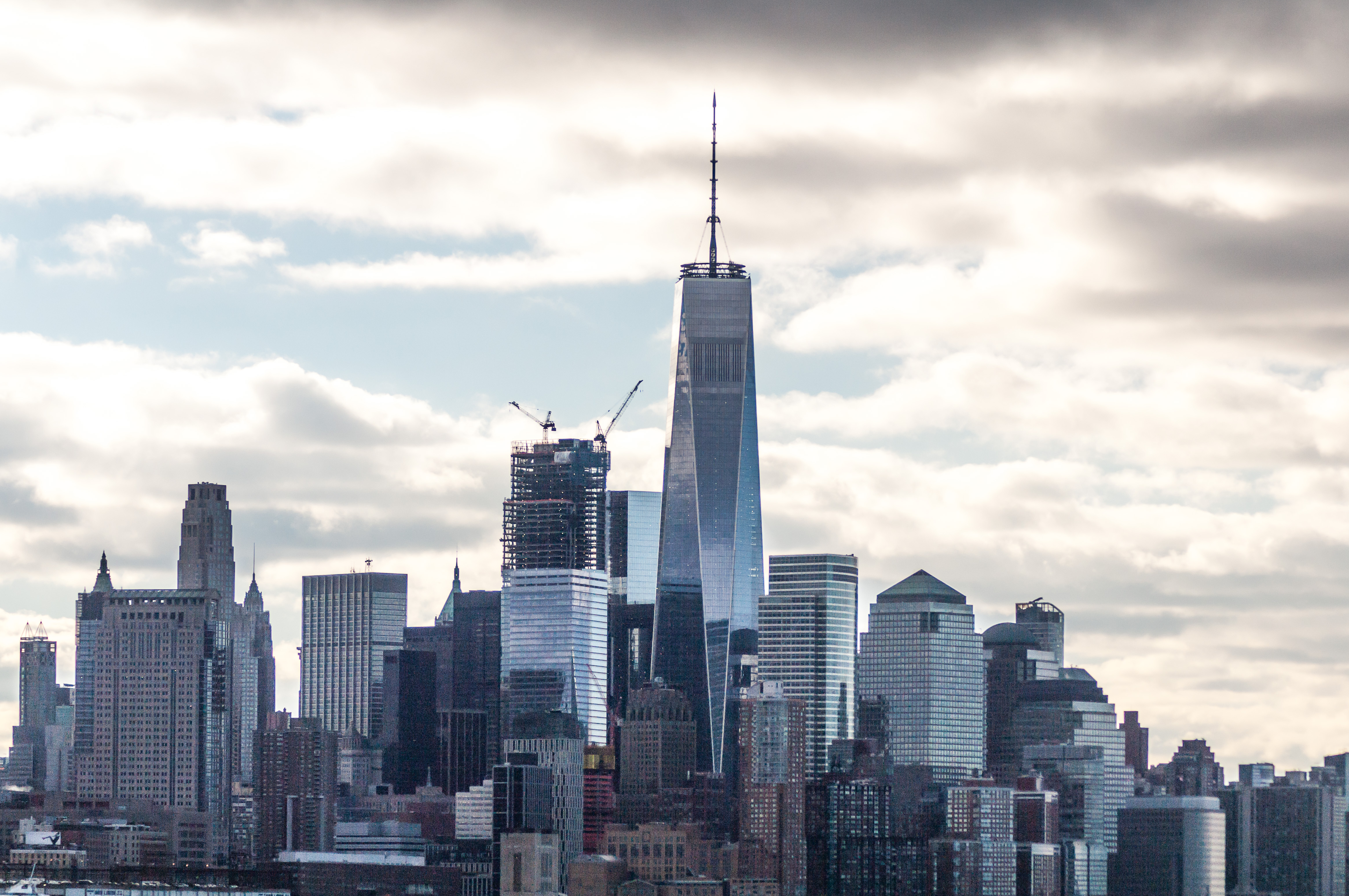
3 WTC in der Lower Manhattan Skyline am 3. Dezember 2016

## Ähnliche Bauwerke
In Seoul, der Hauptstadt von Südkorea, gibt es ein Bauprojekt zu einem Gebäude namens Parc 1 Tower A, welches ebenfalls von Richard Rogers entworfen wurde. Dessen Design ähnelt jenem des Three World Trade Centers, ist jedoch mit 338 m etwas höher. Auch verfügt dieses Gebäude nicht über vier Spitzen, sondern schließt mit einem Dach ab.